# In Concert (Derek and the Dominos)
In Concert è il secondo album (il primo live) del gruppo Derek and the Dominos, pubblicato nel 1973. È un doppio album, registrato nell'ottobre del 1970 al Fillmore East, a New York.

## Tracce

### Disco 1
1. Why Does Love Got To Be So Sad - 9:33 - (Whitlock/Clapton)
2. Got To Get Better In A Little While - 13:50 - (Clapton)
3. Let It Rain - 17:46 - (Bramlett/Clapton)
4. Presence Of The Lord - 6:10 - (Clapton)

### Disco 2
1. Tell The Truth - 11:21 - (Whitlock/Clapton)
2. Bottle Of Red Wine - 5:37 - (Clapton/Bramlett)
3. Roll It Over - 6:44 - (Whitlock/Clapton)
4. Blues Power - 10:29 - (Russell/Clapton)
5. Have You Ever Loved A Woman - 8:15 - (Myles)

### Formazione
- Eric Clapton - chitarra e voce
- Bobby Whitlock - tastiere
- Carl Radle - basso
- James Beck "Jim" Gordon - batteria